# Étricourt-Manancourt
Étricourt-Manancourt là một thị trấn ở tỉnh Somme trong vùng Hauts-de-France, Pháp.

## Địa lý
Étricourt-Manancourt is Xã này tọa lạc trên đường D43, khoảng 59 km (37 mi) về phía đông đông bắc của Amiens.

## Dân số
| 1962                                                           | 1968 | 1975 | 1982 | 1990 | 1999 |
| -------------------------------------------------------------- | ---- | ---- | ---- | ---- | ---- |
| 600                                                            | 612  | 531  | 502  | 452  | 400  |
| Số liệu điều tra dân số từ năm 1962, dân số không tính hai lần |      |      |      |      |      |